# Costas Kadis

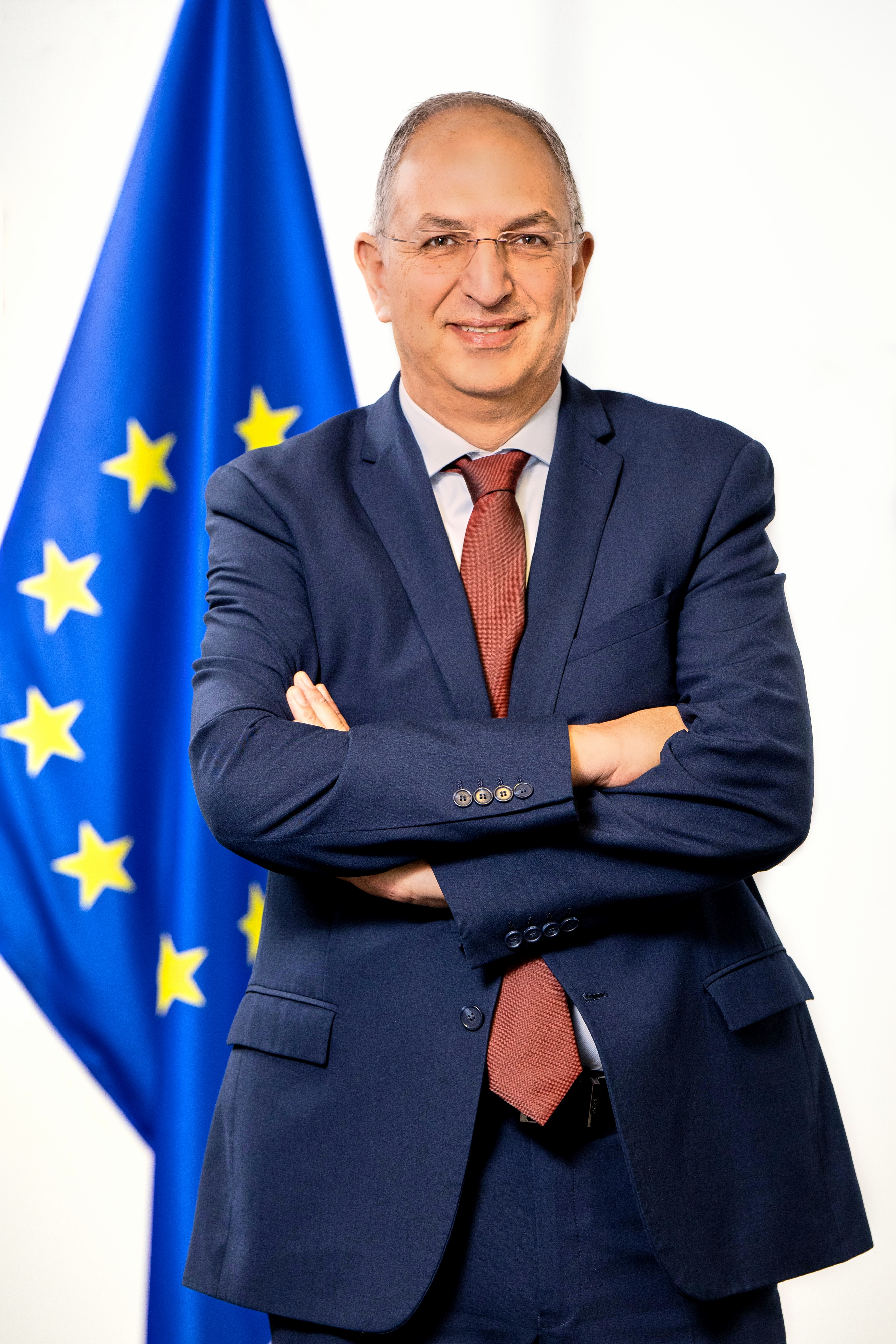
Costas Kadis (2024)

Costas Kadis (* 30. August 1967 in Nikosia) ist ein zyprischer Politiker (parteilos). Seit dem 1. Dezember 2024 ist er der EU-Kommissar für Fischerei und Ozeane.

## Ausbildung
Costas Kadis schloss 1991 sein Studium an der Nationalen und Kapodistrias-Universität Athen mit einem Bachelor of Science in Biologie ab. 1995 promovierte er ebenda.

## Politische Laufbahn
Von Juli 2007 bis Februar 2008 war er unter Präsident Tassos Papadopoulos zypriotischer Gesundheitsminister.
Unter Präsident Nikos Anastasiadis war er von 2014 bis 2018 Minister für Bildung und Kultur sowie von 2018 bis 2023 Landwirtschaftsminister.
Im August 2024 wurde er als EU-Kommissar seines Landes für die Kommission von der Leyen II nominiert. Er trat das Amt des Kommissars für Fischerei und Ozeane am 1. Dezember 2024 an.